# Paul Gerstner

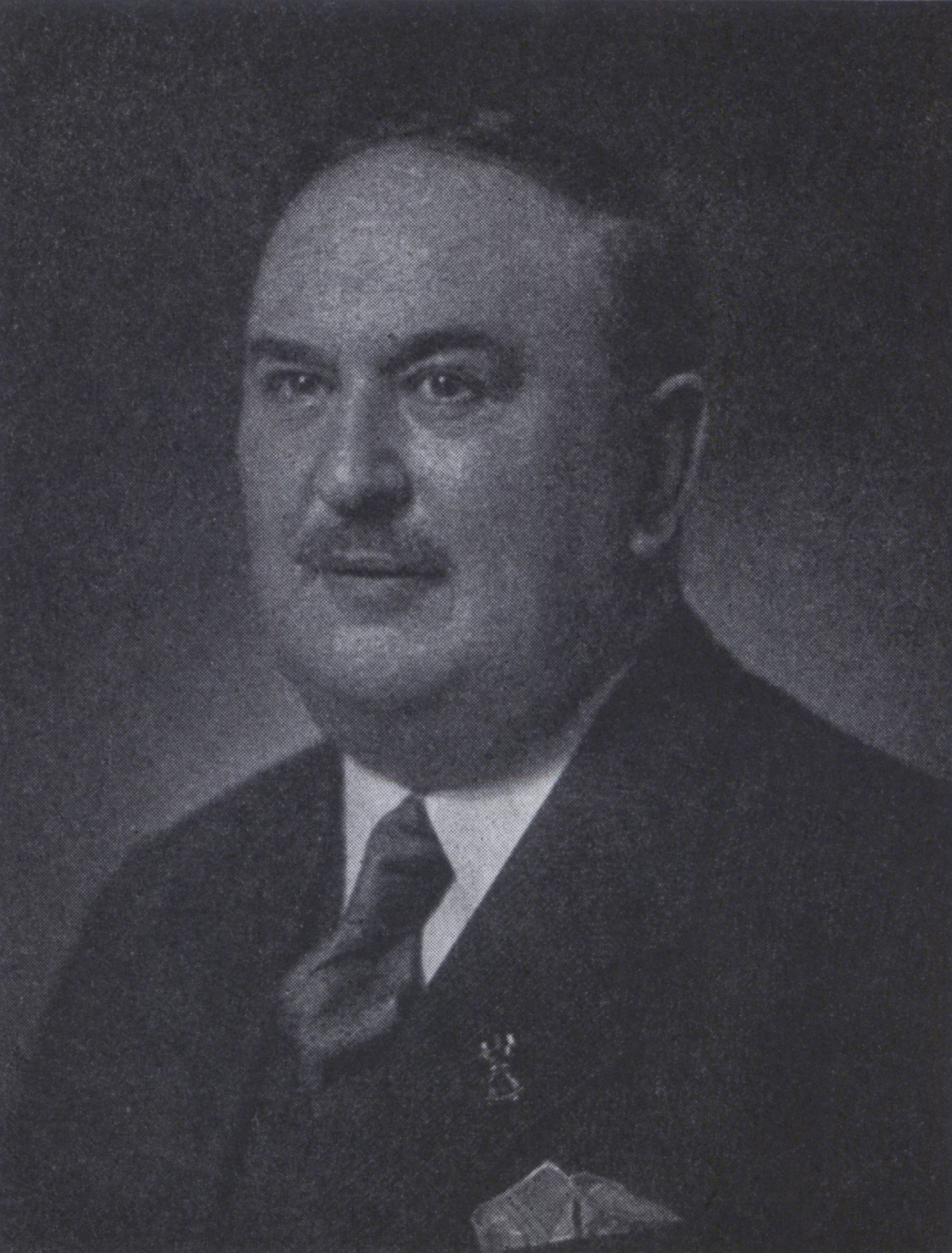
Paul Gerstner (um 1939)

Karl Alexander Paul Gerstner (* 22. Juni 1880 in Pforzheim; † 26. April 1945 in Berlin) war ein deutscher Wirtschaftswissenschaftler.

## Leben

### Ausbildung
Paul Gerstners Vater war Bijouteriefabrikant in Pforzheim und ermöglichte seinem Sohn ein umfassendes und aufwendiges pädagogisch-betriebwirtschaftliches Studium.
Dieses begann mit einer Ausbildung zum Volksschullehrer im evangelischen Großherzoglich-badischen Lehrerseminar I in Karlsruhe, der ältesten badischen Ausbildungsstätte für Lehrer. Im Anschluss daran studierte Gerstner Betriebswirtschaftslehre an der seit 1901 bestehenden Handelshochschule Berlin. Eine gleichwertige Ausbildung gab es im badischen Großherzogtum damals noch nicht.
In der Reichshauptstadt wurde er auch Mitglied der Studentenverbindung  Marcho-Borussia im Teutoburger Deputierten-Convent. Er wechselte dann jedoch an die Handelshochschule Leipzig und legte dort 1904 seine Prüfung zum Diplom-Handelslehrer ab. Die anschließende Promotion zum Dr. rer. pol. erfolgte 1907 an der Universität Tübingen.

### Berufsleben
1908 wurde der nun 28-jährige Gerstner zum Lehrbeauftragten für Handelswissenschaften an die Handelshochschule Mannheim berufen, die im Wintersemester 1908/09 ihren Lehrbetrieb aufnehmen sollte. Noch im gleichen Semester wurde der Jungdozent aktives Mitglied der Turnerschaft bzw. heute: Corps Rheno-Nicaria Mannheim (1933–1935 Burschenschaft Hubertia-Rheno-Nicaria Heidelberg in der DB). Er unterrichtete in Mannheim jedoch nur bis 1910.
1911 erhielt Gerstner einen Lehrauftrag für Betriebswirtschaftslehre an der Handelshochschule Berlin, den er bis zum März 1939 ausübte.  Am Ersten Weltkrieg nahm er als Leutnant der Reserve teil und erhielt mehrere Kriegsauszeichnungen.
1922  habilitierte er sich an der Technischen Hochschule Berlin und wurde Mitglied auch im RSC-Corps Marcho-Borussia Berlin Mitglied. Er sorgte dafür, dass dieses Corps mit seinem Muttercorps Rheno-Nicaria Mannheim 1926 Freundschaftsverträge abschlossen. Auch trat er einer Freimaurerloge bei.
In der Zeit von 1912 bis 1925 verfasste er mehrere betriebswirtschaftlichen Lehrbücher, die zum Teil in zahlreichen Auflagen erschienen. Er legte 1932 als einer der Ersten das Wirtschaftsprüfer-Examen ab und gründete eine eigene Praxis. Zu seinen Hauptlehrgebieten an der Handelshochschule Berlin gehörten
- die Analyse des Betriebslebens,
- das Revisions- und Treuhandwesen sowie
- die Bilanzanalyse.

Zum 1. Mai 1933 trat Gerstner der NSDAP (Mitgliedsnummer 2.580.346) und mehreren anderen Organisationen dieser Partei bei einschließlich der SA. 1935 veröffentlichte er eine NS-freundliche Schrift zum Betriebsführertum. 
Trotzdem musste er 1936 alle NS-Mitgliedschaften wegen seiner hochgradigen Logenmitgliedschaft aufgeben. 1937 wurde ihm deswegen auch die Berufung zum Honorarprofessor an die Handelshochschule Berlin verwehrt. 1939 zog er sich auf eigenen Antrag aus gesundheitlichen Gründen vom akademischen Lehrbetrieb zurück und widmete sich nur noch seiner Wirtschaftsprüfer-Praxis.
Nur wenige Tage vor Ende des Zweiten Weltkriegs 1945 ist der 65-jährige Gerstner in Berlin verstorben. Über seine Todesursache ist nichts bekannt.

## Kriegsauszeichnungen
- Eisernes Kreuz II. Klasse
- Ritterkreuz II. Klasse des Ordens vom Zähringer Löwen des Großherzogtums Baden
- Ehrenkreuz für Frontkämpfer

## Schriften
- Bilanz-Analyse. Ein Führer durch veröffentlichte Bilanzen, Berlin: Haude und Spener 1912 (zahlreiche weitere Auflagen).
- Bilanz-Schlüssel – Anleitung zur kritischen Betrachtung veröffentlichter Bilanzen, Berlin: Haude und Spener 1914, 3. erweiterte Auflage 1928, 5. Auflage 1942.
- Interessante Fälle aus der Buchhaltungs-Praxis, Leipzig: Gloeckner 1914, 2. Auflage 1916, 3. Auflage 1920.
- Die kaufmännische Kalkulation nach den Grundsätzen der Preistreibereiverordnungen, Berlin: Moeser 1920.
- Revisions-Technik – Handbuch für kaufmännische und behördliche Buchprüfung, Berlin: Haude und Spener 1920, 2. Auflage 1921, 4. durchgesehene und verbesserte Auflage 1925.
- Kaufmännische Buchhaltung und Bilanz, Band 1: Allgemeine Buchhaltungs- u. Bilanzlehre, Leipzig u. a.: Teubner 1922.
- Kaufmännische Buchhaltung und Bilanz, Band 2: Buchhalterische Organisation (Selbstkostenkontrollführung), Leipzig  u. a.: Teubner 1922.
- Kaufmännische Kalkulation, Berlin: Paschke 1925.
- Vom Unternehmer zum Betriebsführer – Wesen der Persönlichkeit im Lichte der Rechte und Pflichten des Gesetzes zur Ordnung der nationalen Arbeit, Berlin: Haude und Spener 1935.